# Шубин, Георгий Георгиевич
Гео́ргий Гео́ргиевич Шу́бин (3 декабря 1912, Вятка — 15 апреля 1973, Леоново, Владимирская область) — старший лейтенант, снайпер, участник Великой Отечественной войны, командир взвода пешей разведки 348-го стрелкового полка, командир роты дивизионной разведки 51-й Витебской стрелковой дивизии, известный работник заповедной системы СССР, директор нескольких заповедников СССР, один из основателей зообазы «Госфильмофонда».

## Биография
Г. Г. Шубин родился 3 декабря 1912 года в городе Вятке (ныне — Киров) в семье ветврача.
С 12 лет ходил на охоту, был ранен во время нападения медведя (не погиб только потому, что сохранил хладнокровие и успел выстрелить из ружья ему в пасть).
Окончил звероохотоведческий факультет Всесоюзного зоотехнического института пушно-сырьевого хозяйства. Работал в биологических экспедициях в Лапландском заповеднике.
После начала Великой Отечественной войны добровольцем ушёл на фронт, в РККА с июля 1941 года. Воевал на Брянском, Калининском, Западном и 1-м Прибалтийском фронтах. Был трижды ранен. После очередного ранения летом 1943 года младший сержант Шубин получил назначение в 51-ю стрелковую дивизию 3-й резервной армии Ставки Верховного Главнокомандования, где стал снайпером. Но вскоре его назначили на должность разведчика взвода пешей разведки 348-го стрелкового полка, а через месяц — командиром отделения разведчиков.
Прекрасный стрелок и следопыт, Г. Г. Шубин отличался храбростью и энергичностью, был замечательным организатором военной разведки, создателем крепкого коллектива разведчиков-охотников за «языками». Под его руководством во вражеском тылу и на переднем крае обороны противника было захвачено несколько десятков контрольных пленных, которые дали ценные показания. Разведчик Шубин 44 раза переходил линию фронта, иногда уходя далеко в тыл врага. О его дерзких вылазках знало и командование немецкой армии, обещавшее в листовках большое вознаграждение за его голову. За отличные действия в ходе Белорусской наступательной операции в июле 1944 года, а также за захват с начала года 28 пленных и уничтожение снайперским огнём 18-ти гитлеровцев, был представлен к званию Героя Советского Союза, но в вышестоящих штабах награду заменили на очередной орден Красного Знамени. Весной 1945 года в Восточной Пруссии вновь был тяжело ранен, после госпиталя направлен на службу в Новогиреевскую военно-техническую школу. Там служил до демобилизации в 1946 году в качестве кинолога, дрессировщика собак и охотоведа в научном отделе. Уволился из армии уже в звании старшего лейтенанта..
Всего на фронте Шубин был трижды ранен, четвёртое ранение он получил от пули браконьера при работе в заповеднике.
В 1946 году совместно с кинорежиссёром А. М. Згуриди организовал и возглавил зообазу киностудии Центрнаучфильм, где содержались дикие звери и птицы, используемых для съёмок художественных и учебных фильмов (ст. Леоново, Петушинский район, Владимирская область). На зообазе было снято несколько сотен различных фильмов.
В 1949—1962 годах  Г. Г. Шубин был директором Печоро-Илычского, Воронежского и Волжско-Камского  государственных заповедников.
В 1956 году под руководством Г. Г. Шубина была проведена масштабная работа по отлову мигрирующих лосей (в результате которой, на основании изучения более 1000 лосей были собраны уникальные данные о половозрастной структуре, массе и размерам европейских лосей). В дальнейшем, под его руководством была создана лосеферма (главными достижениями которой были дойные лосихи и транспортные лоси).
В 1971–1973 годах был заместителем директора Марийского  государственного заповедника.
Также Г. Г. Шубин занимался усовершенствованием конструкции корпуса речных моторных лодок (на основе опыта их эксплуатации работниками заповедника в реке Печора).

### Личная жизнь
Был женат на выпускнице физического факультета МГУ В. В. Дмитриевой (1920—2011). В браке родились сын Владимир (1946—1985; директор Кандалакшского заповедника) и дочь Надежда (род. 1951, микробиолог).
Скончался 15 апреля 1973 года от онкологического заболевания в возрасте 60 лет. Похоронен на сельском кладбище деревни Леоново Петушинского района Владимирской области.

### Награды
- три ордена Красного Знамени (25.03.1944, 08.04.1944, 31.07.1944)
- Орден Отечественной войны I степени (22.02.1944)
- орден Красной Звезды (05.12.1943)
- Орден Славы III степени (06.01.1944)
- медаль «За отвагу» (28.08.1943)

## Память
Имя Г. Г. Шубина сохранено на мемориальной доске воинам-разведчикам 1-го Прибалтийского фронта, освободителям Сиротинского (Шумилинского) района Белоруссии в 1943—1944 годах, установленной 8 мая 2019 года на здании Мишневичской базовой школы им. Героя Советского Союза А. С. Рассказова в Шумилинском районе Витебской области Республики Беларусь.